# James Frederick Bryan Wood
James Frederick Bryan Wood (27. dubna 1813 Filadelfie, Pensylvánie – 20. června 1883 tamtéž) byl katolický duchovní, biskup-koadjutor filadelfské diecéze (1857–1860), biskup a posléze (od roku 1875) 1. arcibiskup filadelfský (1860–1883). Je po něm pojmenována Archbishop Wood Catholic High School ve Warminster Township v Pensylvánii.
| 5. biskup a 1. arcibiskup filadelfský | 5. biskup a 1. arcibiskup filadelfský | 5. biskup a 1. arcibiskup filadelfský |
| ------------------------------------- | ------------------------------------- | ------------------------------------- |
| Předchůdce: Jan Nepomucký Neumann     | 1860–1883 James Frederick Bryan Wood  | Nástupce: Patrick John Ryan           |